# Rumania en la Alta Edad Media
La Alta Edad Media en Rumanía comienza con la retirada de las tropas romanas y administración de la provincia de Dacia en los años 270. Durante los siguientes mil años, llegaron a la zona numerosos pueblos, la mayoría de los cuales sólo llegaron a dominar dos o tres de las casi diez regiones históricas que ahora forman Rumanía. A pesar de las frecuentes guerras, la población romanizada conservó la lengua e identidad latina. Durante este periodo, la sociedad y la cultura experimentaron cambios fundamentales. La vida urbana desapareció en Dacia con la retirada romana, y en Escitia Menor —la otra provincia romana en el territorio de la actual Rumanía— cuatrocientos años más tarde. La cerámica de calidad fabricada en tornos desapareció y la cerámica hecha a mano dominó la producción a partir de mediados del siglo V. Los ritos funerarios pasaron de cremación a inhumación y viceversa hasta que la inhumación se convirtió en el rito dominante hacia finales del siglo X.
Los ostrogodos, de origen germánico y los gépidos, que vivían en comunidades sedentarias, fueron los primeros visitantes. Los godos dominaron Moldavia y Valaquia desde los años 290, y partes de Transilvania desde la década de 330. Su poder colapsó tras los ataques de los hunos en 376. El pueblo huno controlaba Europa Oriental y Central alrededor 400, pero su imperio se desintegró en 454. Después las regiones al oeste de los Cárpatos —Banato, Crișana y Transilvania— y Oltenia fueron dominadas por los gépidos. Al cabo de un siglo, las tierras al este de las montañas se convirtieron en importantes centros para los antes y los esclavenos. La existencia de hidrónimos y topónimos de origen eslavo también prueban la presencia de protoeslavos al oeste de los Cárpatos.
Otra tribu nómada, los ávaros sometió a los gépidos en 568 y se hizo con el control de la llanura panónica hacia el año 800. Los protobúlgaros establecieron su primer imperio hacia los años 670, incluyendo Dobruja y otros territorios a lo largo del bajo Danubio. Bulgaria adoptó oficialmente la variante ortodoxa Oriental del cristianismo en 864. El enfrentamiento entre el Imperio Búlgaro y la tribu nómada de los magiares expulsó a estos de las estepas pónticas e iniciaron la conquista de la cuenca de los Cárpatos alrededor de 895. Su invasión dio lugar a la primera aparición en la Gesta Hungarorum, a un estado gobernado por un duque rumano llamado Gelou. La misma fuente también hace mención de la presencia de sículos en Crişana alrededor de 895. La primera referencia contemporánea a los rumanos —que solían ser mencionados como valacos— en las regiones que ahora forman Rumanía aparecieron en los siglos XII y XIII. La mención de valacos que habitaban al sur del Bajo Danubio abunda en esas fechas.
Banato, Crişana, y Transilvania se intergraron en el reino de Hungría en el siglo XI. Estas regiones estaban sometidas a las abundantes expediciones saqueadoras de pechenegos y cumanos, que dominaban las tierras bajas al este de las montañas. Los monarcas húngaros patrocinaron el asentamiento de colonos de Europa Occidental a Transilvania a partir de los años 1150. Los descendientes de los colonos, que serían conocidos como los sajones de Transilvania desde comienzos del siglo XIII, gozaron de privilegios colectivos desde 1224. Debido al asentamiento de estos colones en sus territorios ancestrales, los sículos tuvieron que desplazarse a las zonas más orientales del reino. La aparición del Imperio mongol en la estepa euroasiática a comienzos del siglo XIII tuvo un gran impacto en la región. Los mongoles sometieron a los cumanos en los años 1230 y destruyeron muchos asentamientos por todo el reino de Hungría en 1241 y 1242, poniendo fin a la Ata Edad Media.

## Contexto

### Provincias romanas y tribus nativas

Provincias romanas en las regiones que ahora forman Rumania en el segundo siglo II d. C.

Los contactos entre el Imperio romano —que sería el imperio más grande de la historia de Europa— y los nativos de las regiones que ahora forman Rumania comenzaron en el segundo siglo a. C. Estas regiones eran habitadas por Dacios, Bastarnos y otros pueblos cuyos constantes ataques constituían una amenaza para el imperio. Los romanos intentaron asegurar sus fronteras por varios medios, incluida la creación de zonas de seguridad. Finalmente, decidieron que lo mejor que podían hacer era anexionarse los territorios bárbaros. El territorio de los Getas entre el Danubio y el mar Negro (actual Dobruja) fue la primera región que se incorporó al imperio, incluyéndose en la provincia Moesia en el año 46.
El bajo Danubio marcó la frontera entre el imperio y "Barbaricum" hasta que el Emperador Trajano decidió ampliar las fronteras hasta territorios controlados por el Reino Dacia. Para ello, lanza dos campañas militares, la segunda de las cuales elimina el estado dacio independiente y significa la creación de la provincia de Dacia en 106. Esta provincia incluía Oltenia y grandes porciones de Banato, Transilvania y Valaquia. Muchos colonos «de todo el mundo romano» llegaron y se establecieron en la nueva provincia en las décadas siguientes.
Dacia se localizaba en las fronteras naturales del imperio. Estaba rodeada por tribus nativas que habitaban las regiones de Crișana, Maramureș y Moldavia, que ahora forman parte de Rumanía, pero que nunca fueron ocupadas por los romanos. La provincia de Dacia fue saqueada por tribus vecinas, incluidos carpos y sármatas desde los años 230, y por los godos a partir de los 250. Como las fronteras iban a ser acortadas con fines defensivos, la retirada de las legiones romanas de Dacia comenzó en la década de 260. La provincia dejó de existir oficialmente bajo el emperador Aureliano (270-275) que «retiró a los romanos de las ciudades y el campo de Dacia». Las guarniciones estacionadas en Drobeta y Sucidava permanecieron en la orilla norte del río.

### Origen de los rumanos

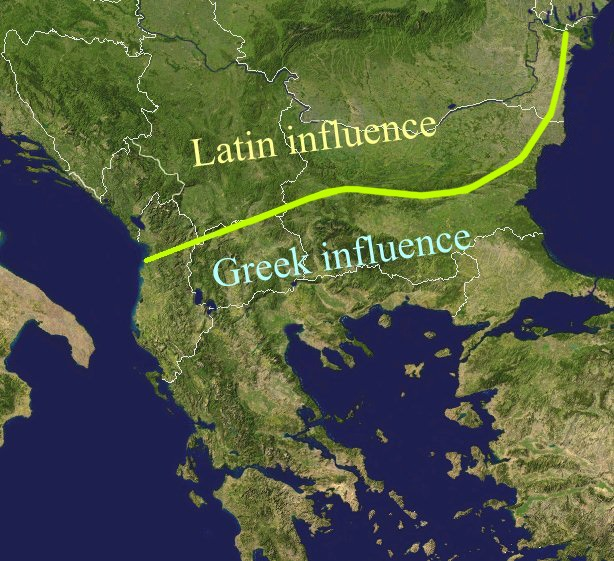
La línea Jireček

Los rumanos hablan una lengua derivada de los dialectos de las provincias romanas situadas al norte de la "Línea Jireček". Esta línea dividía, en época romana, a las provincias del sur, de lengua predominantemente griega, de aquellas en las que el latín era la principal lengua de comunicación. La aparición del idioma proto-rumano a partir del latín vulgar se demostró por primera vez con las palabras "torna, torna, frater" ("vuelta, vuelta, hermano"), registradas al respecto de una acción militar del Imperio romano de Oriente en 587 o 588. El soldado gritando "en su lengua nativa" hablaba en un dialecto balcorromance de los Balcanes.
Grigore Nandris escribe que el vocabulario rumano sugiere que los antepasados de los rumanos fueron «reducidos a una vida pastoril en las montañas y a actividades agrícolas al pie de sus tierras de pastoreo», tras el colapso de la dominación romana. Un gran número de palabras en rumano de origen incierto están relacionados con la cría de animales: baci ("príncipe de los pastores"), balegă ("estiércol"), y brânză ("queso"), por ejemplo, pertenecen a este grupo. Muchas palabras relacionadas con una ganadería más sedentaria provinieron del eslavo, incluyendo coteţ ("aves de corral de la casa"), grajd ("establo"), y stână ("prado cercado"). El rumano ha conservado también términos latinos relacionados con la agricultura y los nombres en latín de ciertos cultivos, pero una parte significativa del léxico agrícola se origina a partir de población de habla eslava. El primer grupo incluye a ara ("arar"), a semăna ("sembrar"), a culege ("cosechar"), a secera ("recolectar"), grâu ("trigo"), in ("lino"), y furcă ("pala de dientes"), mientras que a croi ("talar"), a plivi ("segar"), brazdă ("surco"), cobilă ("línea de arado"), coasă ("guadaña"), lopată ("pala") y muchos otros son préstamos Eslavos.
El vocabulario religioso rumano también aparece dividido: un pequeño grupo de términos básicos derivan del latín y un número significativo son préstamos del antiguo eslavo eclesiástico. Los rumanos no conservan palabras latinas relacionadas con la sociedad urbanizada. Asimismo, el término sat ("pueblo") pudo haber sido tomado de la lengua albanesa y no directamente heredado. La palabra rumana medieval obște ("comunidad del pueblo"), procede del eslavo, y la palabra rumana para sus límites (hotar) es de origen húngaro.
La etnogénesis de los rumanos no puede entenderse basándose exclusivamente en fuentes escritas, ya que los primeros registros sobre sus antepasados fueron elaborados por historiadores bizantinos en el siglo XI. Al referirse a la población de habla romance del sudeste de Europa, las fuentes altomedievales utilizaron el exónimo de valacos o afines, todos derivados del vocablo eslavo común que designaba a los hablantes de la lengua latina. Las fuentes más antiguas sitúan a los valacos en los territorios centrales de la península balcánica .

## Edad romana tardía

### Escitia Menor y loslimesen el Bajo Danubio (ca. 270-ca. 700)

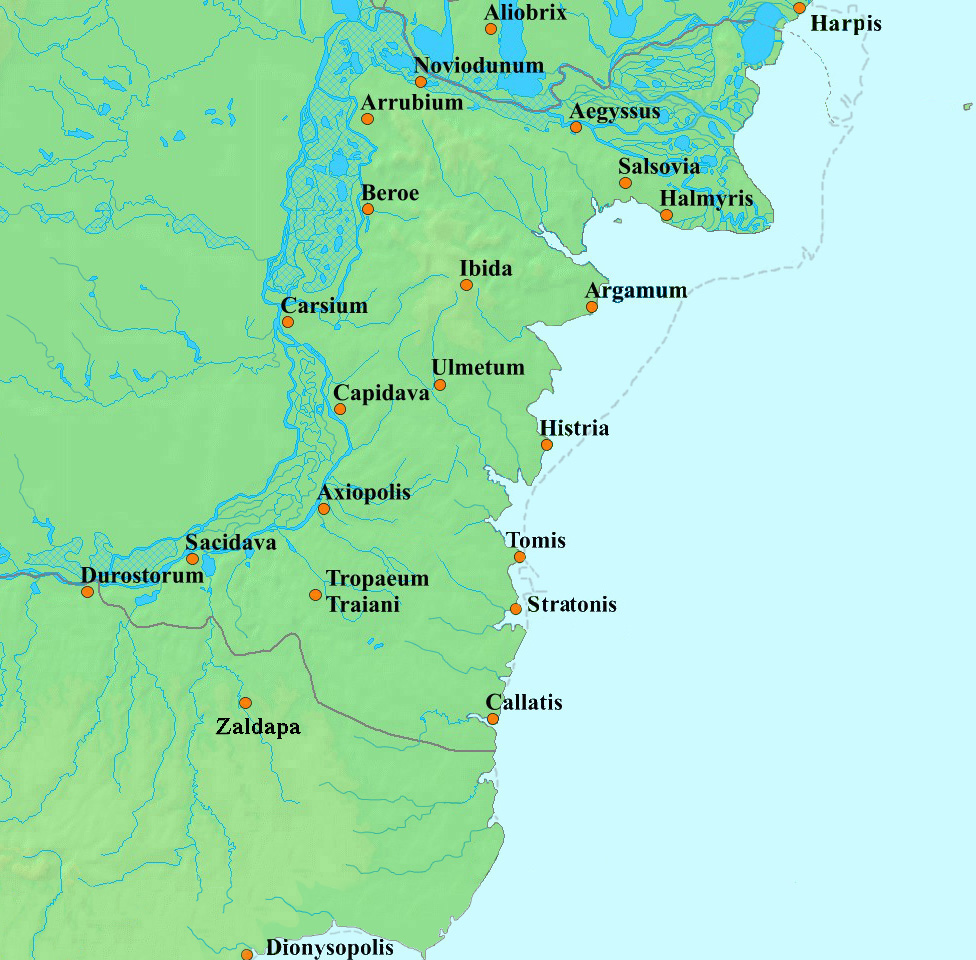
Escitia Menor: una provincia romana tardía formada por la división de la provincia anterior de Baja Moesia alrededor 293

El territorio entre el Bajo Danubio y el mar Negro siguió estando totalmente integrado en el Imperio romano, incluso después del abandono de la Dacia de Trajano. Se transformó en una provincia separada que recibió el nombre de Escitia Menor alrededor de 293. Antes de 300, los romanos erigieron pequeñas fortalezas en Dierna y en otros lugares de la orilla norte del Danubio, en el moderno Banato. Se han encontrado monedas romanas, en su mayoría de bronce, en la zona.
La existencia de comunidades cristianas en Escitia Menor está constatada en tiempos del emperador Diocleciano (284-305). Él y sus colegas ordenaron la persecución de cristianos en todo el imperio, muchos de los cuales perecieron entre 303 y 313. Bajo el emperador Constantino el Grande (306-337) se construyó un puente sobre el Danubio en Sucidava, un nuevo fuerte (Constantiana Daphne) y se repararon antiguas carreteras en Oltenia. El Bajo Danubio era ya nuevamente el límite septentrional del imperio en 369, cuando el emperador Valente se entrevistó con Atanarico —caudillo godo— en un bote en medio del río, porque este había jurado no volver a hollar suelo romano.
Los hunos destruyeron Drobeta y Sucidava en la década de 440, pero los fuertes fueron reconstruidos durante el reinado del emperador Justiniano I (527-565). La numismática romana oriental de la primera mitad del siglo VI indica una importante presencia militar romana en Oltenia, una región también caracterizada por el predominio de cerámica de estilo tradicional romano. Aunque los emperadores romanos orientales realizaban pagos anuales a los pueblos vecinos en un intento por mantener la paz en los Balcanes, los ávaros invadieron regularmente Escitia Menor desde la década de 580. Los romanos abandonaron Sucidava en 596 o 597, pero Tomis resistió los ataques de los invasores hasta 704.

### Al norte dellimes(ca. 270-ca. 330)
Transilvania y el norte del Banato, que había pertenecido a la provincia de Dacia, no había tenido ningún contacto directo con el Imperio desde los años 270. No hay pruebas de invasión en las décadas siguientes. Las ciudades, incluyendo Apulum y Ulpia Traiana Sarmizegetusa, y sus alrededores continuaron siendo habitadas, pero las poblaciones urbanas decayeron. Se puede asumir la existencia de comunidades cristianas en Porolissum, Potaissa y otros asentamientos. Por otro lado, los objetivos encontrados con símbolos cristianos —principalmente cerámica con el símbolo de "Chi-rho" (Χ-Ρ) y otros signos cristianos— son escasos.
Las urnas encontradas en cementerios de finales del siglo III en Bezid, Mediaș, y en otros asentamientos transilvanos cuentan con analogías claras en emplazamientos situados al este de los Cárpatos, lo que sugiere que los carpos fueron los primeros que llegaron a la antigua provincia procedentes de regiones vecinas. Otros grupos carpos, empujados por los godos, también abandonaron sus tierras de origen y buscaron refugio en el Imperio romano en torno al año 300. Sin embargo, los carpos de Dacia aparecen mencionados entre los pueblos «mezclados con los hunos» en año 379. Los sármatas del Banato eran aliados del imperio, lo que queda demostrado por su participación en la campaña romana del 332 contra los godos, sus enemigos. Los sármatas fueron admitidos en el imperio en el año 379, pero otros grupos vinculados a ellos permanecieron en las llanuras del Tisa hasta los años 460.

### Gutthiuda:la tierra de los godos (ca. 290-ca. 455)

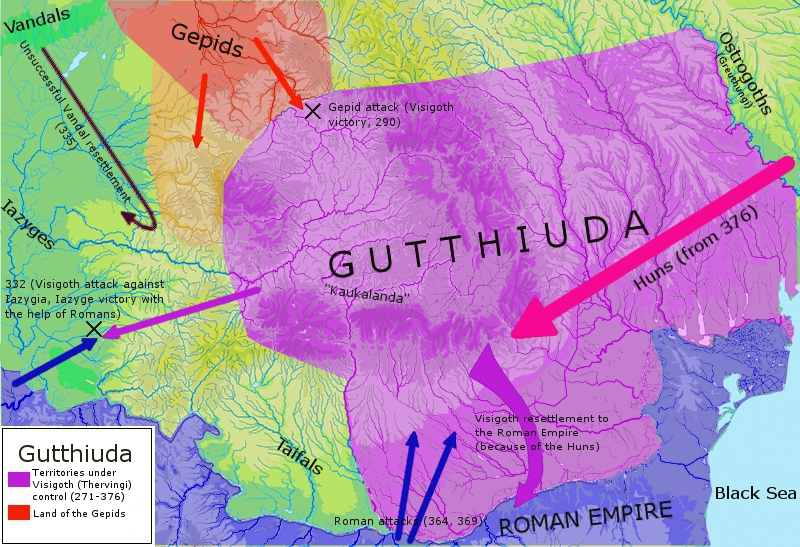
Gutthiuda, el país de los Tervingios

Los godos iniciaron su penetración en las tierras situadas al oeste del río Dniéster en los años 230. Se dividieron pronto en dos grupos separados por el río: los tervingios y los greutungos. La antigua provincia de Dacia quedó en manos de los taifalos, victohalos, y tervingios" alrededor de 350.
El éxito de los godos está marcado por la expansión de la conocida como cultura de Cherniajov. Esta aparece ya en asentamientos de Moldavia y Valaquia a finales del siglo III, y en Transilvania a partir de 330. Estas tierras estaban habitadas por una población sedentaria eminentemente agrícola y ganadera. La cerámica, la fabricación de peines y otras industrias florecían en los pueblos. La cerámica delicada elaborada en torno es un elemento típico de la época; se conservan también tazas elaboradas a mano de tradición local. La existencia de arados similares a los realizados en las provincias romanas cercanas y broches de estilo escandinavo indican contactos comerciales con estas regiones. Los pueblos de cultura Cherniajov, a veces con una extensión superior a las veinte hectáreas, no estaban fortificados y presentaban dos tipos de moradas: casas en zanja con paredes de bahareque y edificios de paredes de madera revestidas de yeso. Las casas en zanja habían sido típicas de los asentamientos al este de los Cárpatos desde hacía siglos, pero entonces aparecían también en zonas alejadas, en las estepas pónticas.

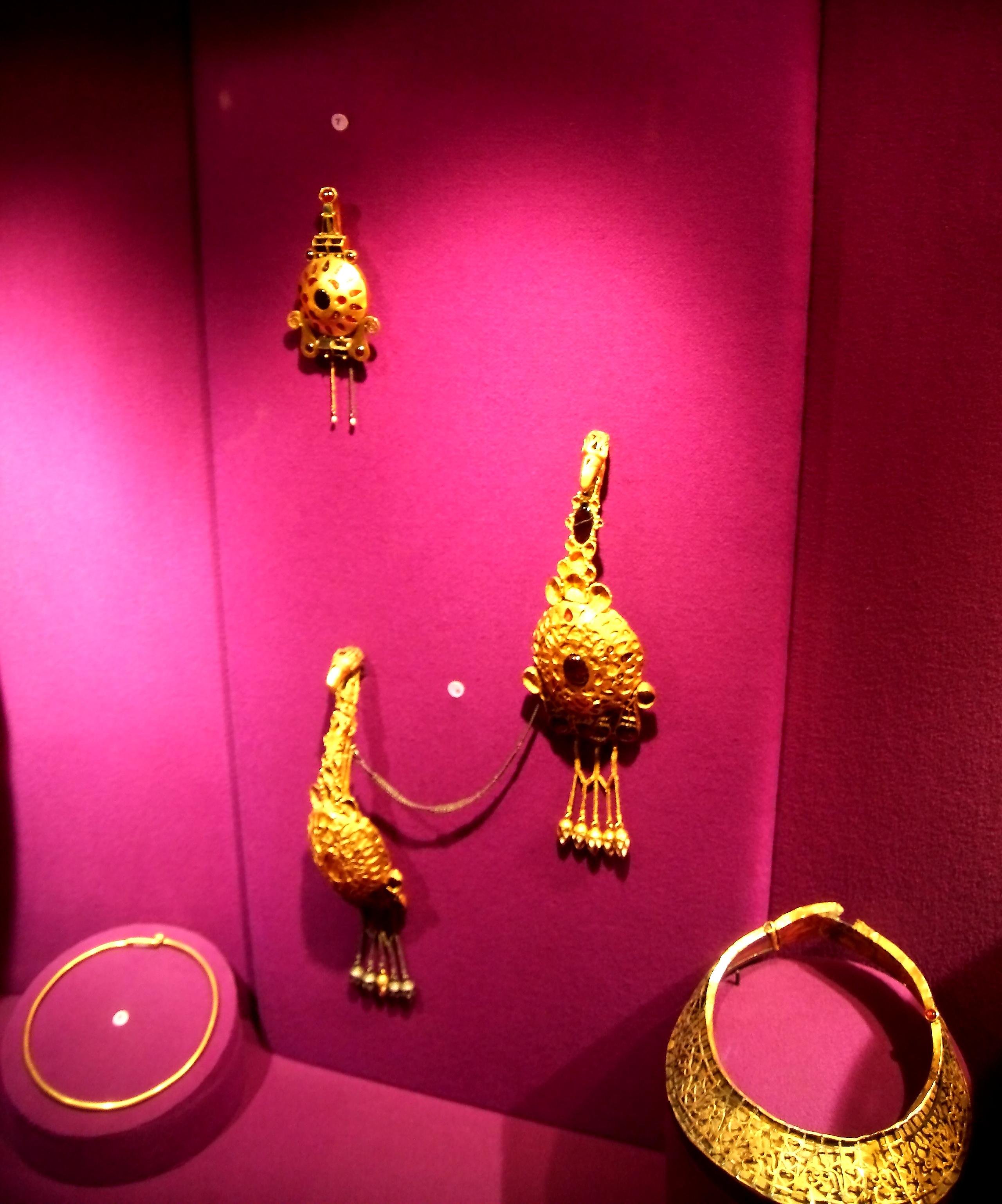
Piezas del Tesoro de Pietroasele

Los multiétnicos Gutthiuda se dividían en pequeñas unidades políticas o kuni, cada una regida por jefes tribales o reiks. En caso de urgencia, el consejo de jefes de tribus elegía a un caudillo supremo, al que san Ambrosio llama iudex regum («juez de reyes»). Los prisioneros de guerra cristianos fueron los primeros misioneros entre los godos. El propio Ulfilas, descendiente de un prisionero capadocio, fue ordenado obispo de los cristianos en la tierra de los godos en 341. Expulsado de Gutthiuda durante una persecución de los cristianos, Ulfilas se estableció en Moesia en 348.
El dominio godo fue arrumbado por la llegada de los hunos en 376. La mayoría de los tervingios buscó asilo en el Imperio romano, y los siguieron grandes grupos de greutungos y taifalos. Igualmente, importantes grupos de godos permanecieron en los territorios al norte del Danubio. Por ejemplo, Atanarico "se retiró con todos sus hombres a Caucalanda" —probablemente el valle del río Olt— desde donde se «expulsó a los sármatas». Un tesoro de monedas romanas acuñadas durante el imperio de Valentiniano I y Valente indica que las puertas del anfiteatro en Ulpia Traiana fueron bloqueadas en la misma época. El Tesoro de Pietroasele, que fue escondido alrededor de 450, también implica la presencia de un jefe godo, tribal o religioso, en las tierras entre los Cárpatos y el Bajo Danubio. En el tesoro se encontró un torque con la inscripción «GUTANI O WI HAILAG», que Malcolm Todd interpreta como «el Dios que protege a los godos, el más sagrado e inviolable».

### Gepidia:tierra de los gépidos (ca. 290-ca. 630)

Máximo territorio ocupado por los gépidos

La primera mención de los gépidos —una tribu germánica oriental estrechamente emparentada con los godos— se encuentra en un panegírico de 291. El autor anónimo narra que los tervingios lucharon por entonces contra los vándalos y gépidos. El centro de una de antigua Gepidia, en las llanuras del noroeste de los montes Meseş, parece que se ha localizado cerca de Şimleu Silvaniei, donde se han desenterrado varios objetos preciosos de origen romano de comienzos del siglo V.
Los hunos impusieron su autoridad sobre los gépidos hacia los años 420,, pero estos se mantuvieron unidos bajo su rey Ardarico. A pesar de que era uno de los favoritos de Atila, se rebeló contra los hunos tras morir este en el 453. Los gépidos recobraron su independencia y sometieron a su autoridad toda Dacia.
Tres suntuosas tumbas encontradas en Apahida evidencian la riqueza acumulada por los miembros de la realeza gépida merced a sus relaciones con el Imperio romano de Oriente. Un anillo de oro con cruces implica que su propietario profesaba la fe cristiana. Juan de Biclaro menciona un obispo arriano entre los gépidos, lo que sugiere que el cristianismo llegó a ellos a través de sus vínculos con los godos.
Nuevos asentamientos descubiertos a lo largo de los ríos Mureş, Someş, y Târnava reflejan la existencia de un período de tranquilidad que duró aproximadamente hasta el 568. La población de Biharia, Cenad, Moreşti, y otros pueblos vivía en casas hundidas cubiertas con tejados a dos aguas, pero sin hogares u hornos. Se dedicaban principalmente a la agricultura, pero hay pruebas de la existencia de talleres locales. Los contactos comerciales entre Gepidia y regiones lejanas se desprende de las cuentas de ámbar y de los broches fabricados en Crimea, Mazovia o Escandinavia que se han encontrado.
La invasión ávara de 568 puso fin a la existencia de la Gepidia independiente. Fuentes escritas evidencian la supervivencia de grupos gépidos dentro del imperio ávaro. Por ejemplo, tropas bizantinas encontraron tres asentamientos gépidos en las llanuras del Tisa en 599-600.

### Imperio huno (ca. 400-ca. 460)

El Imperio huno alrededor de 450

Los hunos, un pueblo de origen incierto, eran nómadas y se desplazaban «con carros» en los años 370. Fueron arqueros eminentes que impusieron su autoridad sobre cada vez más pueblos vecinos. Su primer señor, cuya corte se ubicaba en la región del bajo Danubio, fue Uldin, inicialmente importante aliado y posteriormente enemigo del Imperio romano de Oriente entre 401 y 408.
El Imperio romano de Oriente pagaba un tributo anual a los hunos desde los años 420, haciendo fluir el oro hacia la sociedad huna. La introducción de una monarquía centralizada queda probada en un informe escrito en 448 por Prisco de Panio, un bizantino enviado a la corte de Atila. En ese momento, el lenguaje gótico era ampliamente hablado en la corte real, ya que «los súbditos de los hunos» hablaban, «además de sus propias lenguas bárbaras, ya fuera huno o gótico, o como muchos ya mantenían relaciones comerciales con el imperio romano de occidente—latín».
Los hunos impusieron su autoridad sobre una población sedentaria. Prisco de Panio habla de un pueblo donde él y su séquito fueron abastecidos «con mijo en lugar de grano» e «hidromiel en lugar de vino». La repentina muerte de Atila en el año 453 desencadenó una guerra civil entre sus hijos. Los pueblos sometidos se rebelaron y obtuvieron la victoria en la batalla de Nedao en 454. Los hunos que aún resistían se retiraron a las estepas pónticas. A uno de estos grupos se le permitió el asentamiento en Escitia Menor en 460.

## Después de las primeras migraciones

### Entre los hunos y los ávaros (ca. 450-ca. 565)
Los últimos objetos pertenecientes a la cultura de Cherniajov, en otro tiempo extendidos por toda Gutthiuda—tales como objetos de lujo y armas— están fechados en el periodo que finaliza en 430. Según Coriolan H. Opreanu, este periodo se caracteriza por "desplazamientos de población", que provocaron el abandono de muchos pueblos y la aparición de nuevos asentamientos. Botoşana, Dodeşti, y otros emplazamientos al este de los Cárpatos demuestra la simplificación de la cerámica y una disminución en el uso del torno alfarero a partir de los años 450. En torno a esa misma época, chozas semienterradas con hornos de piedra o barro aparecen en Moldavia y Valaquia, formando asentamientos efímeros de una extensión inferior a las 5 hectáreas (12,4 acre). Los lugareños practicaban una "forma itinerante de agricultura", en lugar de abonar la tierra. Las diferencias entre las diferentes cerámicas locales indican la coexistencia de comunidades aisladas por accidentes geográficos.
Se conocen pocos cementerios desde la segunda mitad del siglo V, lo que apunta hacia una práctica generalizada de la cremación, sin urnas o pozos. Por otra parte, una enorme necrópolis hallada en Sărata-Monteoru contenía más de 1.600 enterramientos de cremación, bien en urnas cerámicas o en pozos sin urnas. Pequeños cementerios con tumbas de entierro han aparecido en Nichiteni y Secuieni.
Jordanes, Procopio y otros autores del siglo VI utilizan las denominaciones esclavenos y antes para referirse a los pueblos que habitaban el norte del bajo Danubio. Los Antes lanzaron su primera campaña sobre el bajo Danubio en 518. Después de llegar a un acuerdo con el Imperio romano de Oriente en 545, los esclavenos comenzaron a saquear los Balcanes. Ambos grupos étnicos hicieron gran cantidad de prisioneros de guerra durante sus incursiones, pero estaban listos para integrarlos "como hombres libres y amigos".
Desconocemos los nombres de los líderes esclavenos o antes de comienzos del siglo VI. Esto apoya la afirmación de los antiguos autores vivían «bajo una democracia». La misma conclusión se puede extraer de la historia de Procopio del "falso Chilbudius" —un joven siervo Antiano que h«ablaba la lengua latina»— que fue enviado por sus compañeros de la tribu a negociar con el Imperio romano de Oriente en 545.
La desaparición de monedas de bronce y oro al norte del Bajo Danubio muestra un «cierre económico de la frontera» del Imperio romano de Oriente, entre 545 y 565. El mismo período se caracteriza por una tendencia hacia la unificación cultural en Moldavia, Oltenia y Valaquia. Potas hechas a mano con diseños muy similares evidencia la «existencia de un conjunto regional de símbolos compartidos» por alfareros y consumidores. Ollas, torteras y otros objetos decorados con cruces o esvásticas han sido desenterrados en Cândeşti, Lozna, y otros lugares. El uso de sartenes de arcilla hechas a mano para hornear pan se extendió desde las regiones del sur y este de los Cárpatos hacia tierras más allá del Dniester y el bajo Danubio.

### Imperio avaro (ca. 565-ca. 800)
Los ávaros ocuparon Gepidia en 567, menos de una década después de su llegada a Europa. Eran pastores nómadas, que se asentaron en las tierras bajas. Unos estribos encontrados en Sânpetru German se cuentan entre los primeros hallazgos ávaros en Rumanía. Recibían productos agrícolas de comunidades de agricultores asentadas en sus dominios y de pueblos vecinos sometidos a su autoridad. Justino II contrató a los ávaros en 578 para atacar a los esclavenos, que habían reanudado sus expediciones predatorias contra el imperio en esos años. Los nombres de algunos jefes esclavenos se registraron por primera vez en el período siguiente. Uno de ellos, Musocius, «era llamado rex en la lengua bárbara».
Tumbas de varones enterrados junto a caballos en Aiud y la Band demuestran la existencia de asentamientos ávaros en Transilvania a comienzos del siglo VII. Sus cementerios se hallan cerca de minas de sal. Espuelas —nunca encontradas en el ámbito ávaro, pero utilizadas ampliamente en tierras de los eslavos occidentales— fueron desenterradas en Şura Mică y Medişoru Mare, lo que sugiere el empleo de jinetes de otros pueblos en el siglo VIII.
Los grandes cementerios de la última época ávara utilizados por varias generaciones aproximadamente entre el 700 y el 800 implican un grado avanzado de sedenterización de toda la sociedad. El Imperio ávaro se derrumbó tras las tres campañas que los francos emprendieron contra él entre 791 y 803. Poco después, los protobúlgaros atacaron a los ávaros desde el sureste, y Carlomagno asentó grupos ávaros en la llanura panónica.

### Surgimiento de nuevas potencias (ca. 600-ca. 895)

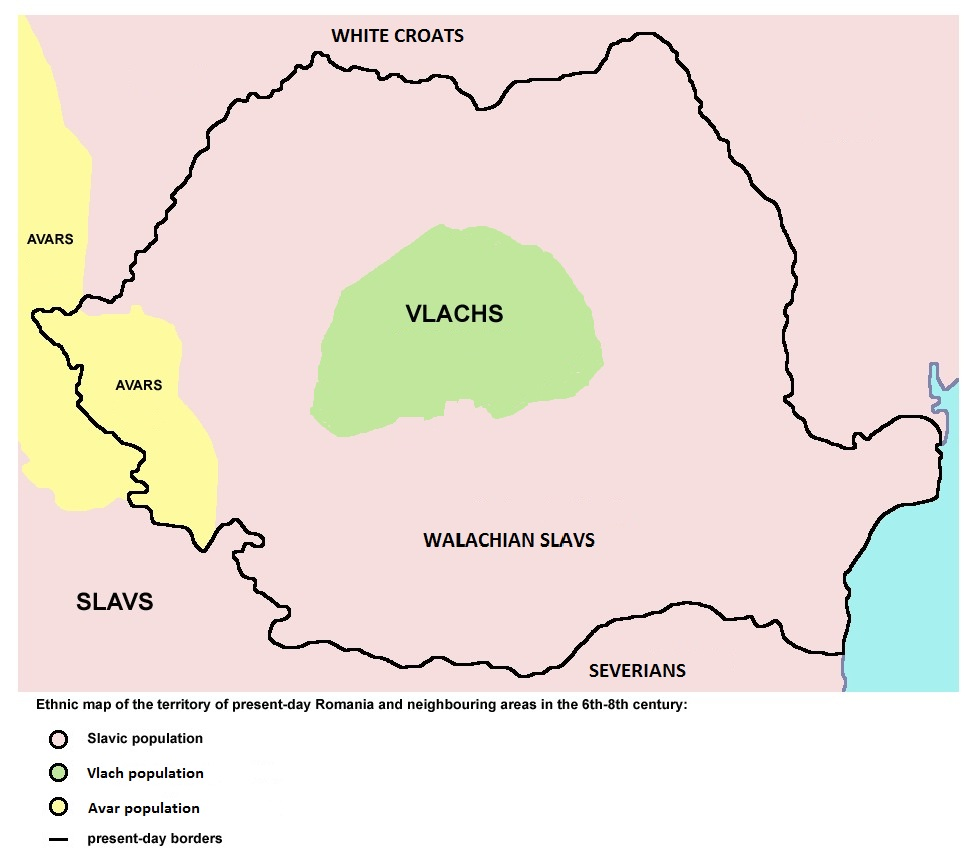
Distribución étnica en el territorio de la actual Rumania y áreas vecinas en el, según Matjaž Klemenčič y Mitja Žagar

La región del bajo Danubio experimentó un período de estabilidad tras el establecimiento de los ávaros. Excavaciones arqueológicas en Moldavia, Oltenia y Valaquia dan prueba de la creciente popularidad de vasijas con impresiones dactilares y por un descenso en los cementerios detectables. Anania Shirakatsi, un geógrafo armenio del siglo VII describe el «gran país de Dacia» habitado por eslavos, que formaban "veinticinco tribus".
Pueblos de cabañas enterradas con hornos de piedra aparecieron en Transilvania alrededor de 600. Su red se expandía a lo largo de los ríos Mureş, Olt y Someş. El llamado "grupo Mediaş" de cementerios de cremación o mixtos surgió en este período cerca de las minas de sal. El vocabulario húngaro y rumano relativo a la minería de la sal fue tomado del eslavo, lo que sugiere que los Eslavos trabajaron en las minas durante siglos. Bistriţa ("rápido"), Crasna ("agradable" o "rojo"), Sibiu ("cornejo"), y muchos otros ríos y asentamientos con nombre de origen eslavo también evidencian la presencia de Eslavos en Transilvania.
Los protobúlgaros, turcoparlantes, alcanzaron los territorios al oeste del Dniester alrededor de 670. En la batalla de Ongal derrotaron al emperador bizantino Constantino IV en el año 680 o 681, ocupado Dobruja y fundando el Primer Imperio búlgaro. Pronto impusieron su autoridad sobre algunas de las tribus vecinas. La gran variedad en los ritos funerarios evidencia el carácter multiétnico del Imperio búlgaro. Incluso los propios búlgaros estaban divididos sobre este aspecto; algunos de ellos practicaban la inhumación y otros cremación. Inicialmente, la diferencia entre los búlgaros y sus súbditos estaba muy marcada, pero la progresiva eslavización de los búlgaros se inició rápidamente.
Opreanu escribió que la «nueva síntesis cultural», conocida como la «cultura de Dridu», se desarrolló en la región del bajo Danubio alrededor de 680. Nuevos asentamientos y grandes cementerios nos muestran que la región experimentó un constante aumento demográfico durante el siglo VIII. Los grandes asentamientos "Dridu", no fortificados, se caracterizan por las tradicionales chozas semi-hundidas, pero también se han desenterrado un par de casas a nivel de suelo, en Dodeşti, Spinoasa, y otros lugares.

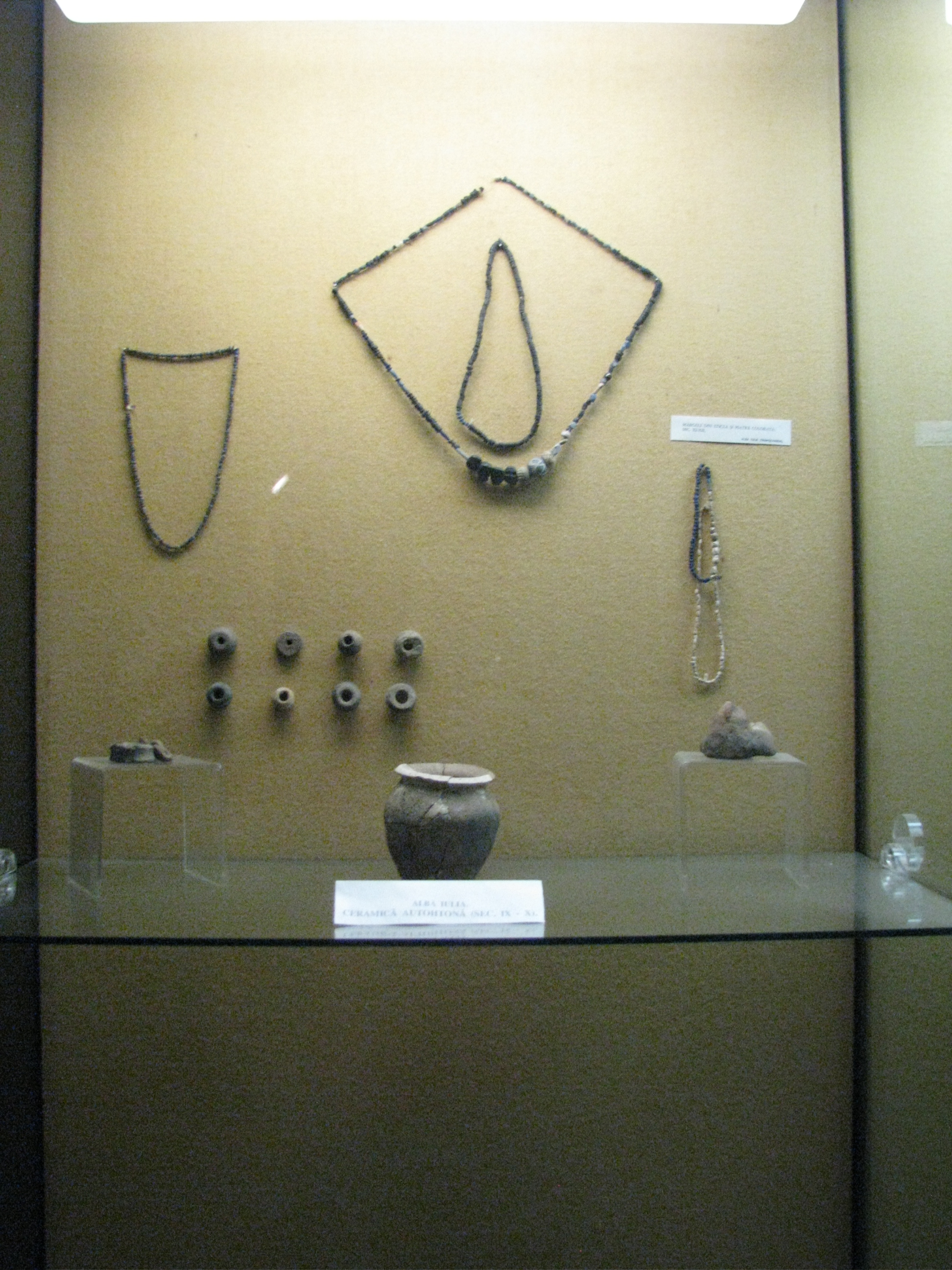
Cerámicas y objetos procedentes de Alba Iulia, de los siglos IX-XI, en el Museo Nacional de la Unión

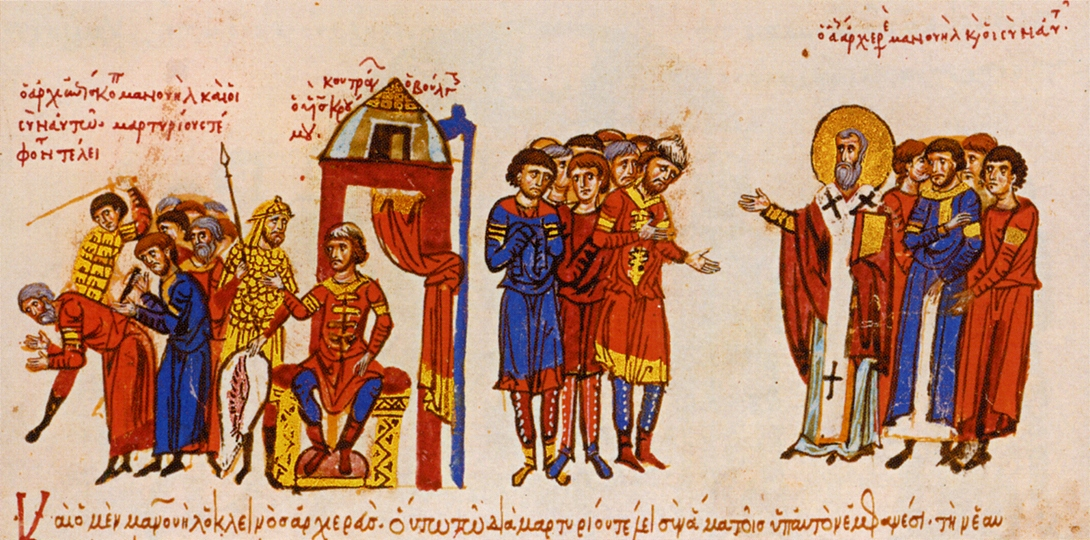
Omurtag ordena la persecución de los cristianos en su imperio

Las comunidades "Dridu" fabricaban y utilizaban cerámica fina de colores gris o amarillo, pero los recipientes hechos a mano aún eran predominantes. Vasijas finas de color gris aparecieron también en cementerios "Blandiana A" del siglo IX en la zona de Alba-Iulia, que constituye un "enclave cultural" en Transilvania. Cerca de estos cementerios, las necrópolis de tumbas con orientación este-oeste forman el conocido como grupo "Ciumbrud". (por Ciumbrud). Los accesorios de vestimenta femeninos de estas tumbas "Ciumbrud" son sorprendentemente similares a los encontrados en los cementerios cristianos en Bulgaria y Moravia. De épocas anteriores son los cementerios de cremación del grupo "Nuşfalau-Someşeni" en el noroeste de Transilvania, con sus túmulos de los siglos VIII y IX, similares a los Kurganos de los territorios de los Eslavos orientales.
Los autores contemporáneos rara vez se preocupaban de los asuntos del sureste europeo. Por ejemplo, los Annales regni Francorum mencionan de pasada a los abodritas que viven «en la Dacia adyacente a la del Danubio, cerca de la frontera búlgara» con motivo de la llegada de sus enviados a la corte de Aquisgrán en 824. El territorio de Bulgaria se expandió bajo el gobierno de Krum (ca. 803-814), que conquistó Adrianópolis y forzó a al menos 10.000 de sus habitantes a establecerse al norte del Bajo Danubio en 813. Las ambiciones de su hijo Omurtag (814-831) sobre las regiones de los ríos Dnieper y el Tisa quedan conmemoradas en dos columnas erigidas en memoria de los líderes militares búlgaros que se ahogaron en estos ríos durante las campañas militares. El emperador Arnulfo envió delegados a los búlgaros en 894 para "pedir que no debían vender sal a los Moravos", lo que sugiere que los búlgaros controlaban, bien las minas de sal de Transilvania minas de sal bien las rutas comerciales de Moravia.
Ese mismo año, los nómadas húngaros —que había llegado al bajo Danubio desde las estepas de Europa Oriental en 837 o 838— entraron en las guerras búlgaro-bizantinas en favor de estos últimos. Los búlgaros, por su parte, incitaron a los pechenegos, a invadir a los húngaros desde el este, mientras que los Búlgaros les atacaban desde el sur. Los dos ataques sincronizados obligaron a los húngaros a cruzar los Cárpatos en busca de una nueva patria.

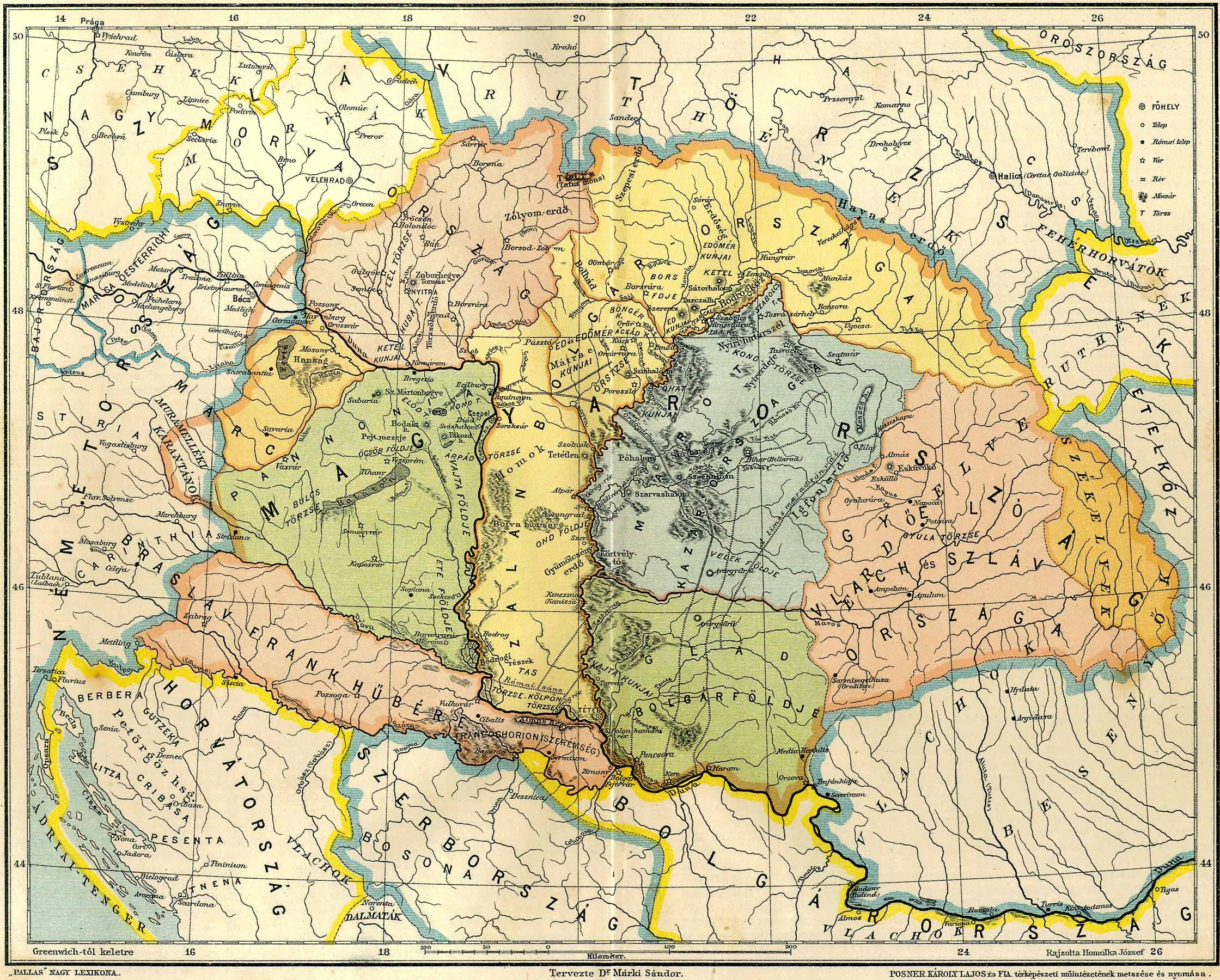
La Cuenca de los Cárpatos, en la víspera de la "conquista húngara": un mapa basado principalmente en la narración de la Gesta Hungarorum

Unos 300 años más tarde, Bele Regis Notarius, el autor de la Gesta Hungarorum, escribió una lista completa de los estados y pueblos que habitaron la Cuenca de los Cárpatos en el paso des siglo IX al X. En el texto, se describe la conquista húngara del territorio pero Simeón I de Bulgaria, Svatopluk de Moravia y los rivales de los conquistadores que aparecen en otras fuentes no son mencionados. En cambio, sí habla de personalidades desconocidas por otros cronistas. En la Gesta Hungarorum, Menumorut gobernaba sobre "los pueblos llamados Kozár" en Crişana. Cuenta también de los sículos ("previamente gentes del rey Atila") que habitaron los territorios invadidos durante siglos, se unieron a la invasión de los húngaros. El Banato, según este cronista, era gobernado por Glad que había llegado "desde el castillo de Vidin." Se cuenta que Glad empleó a «cumanos, búlgaros y valacos» en su ejército. Mencionó también a Gelou, «un cierto Vlach» que gobernaba Transilvania, una tierra habitada por «valacos y eslavos». De los súbditos de Gelou se dice que «sufrieron muchas heridas de cumanos y pechenegos».

## La formación de los nuevos estados y las últimas olas migratorias

### El Primer Imperio búlgaro después de la conversión (864-1018)
Boris I, el príncipe de Bulgaria, se convirtió al cristianismo ortodoxo en 864. Boris promovió el uso de la lengua vernácula en los servicios religiosos, lo que causó que el antiguo eslavo eclesiástico fuera declarado el lenguaje de litúrgico de la Iglesia Ortodoxa búlgara en 893. Uno de los primeros ejemplos de alfabeto Cirílico —un alfabeto fuertemente asociado con la liturgia Eslava— apareció en Mircea Vodă en Rumania. La inscripción cirílica de 943 se refiere a un "župan Dimitrie".
Los ejércitos bizantinos ocuparon gran parte de Bulgaria, incluyendo la moderna Dobruja, bajo el Emperador Juan I Tzimisces (969-976). Tras su muerte, estalló un levantamiento anti-bizantino encabezado por los hermanos Cometopulos. Uno de los hermanos, David, murió a manos de los valacos en la actual zona fronteriza entre Grecia y Macedonia del Norte. En 1018, los bizantinos conquistaron todo el territorio del Imperio búlgaro y el arzobispo de Ohrid adquirió jurisdicción eclesiástica en 1020 sobre los valacos que vivían allí.

### Los húngaros en la cuenca de los Cárpatos (ca. 895-ca. 1000)

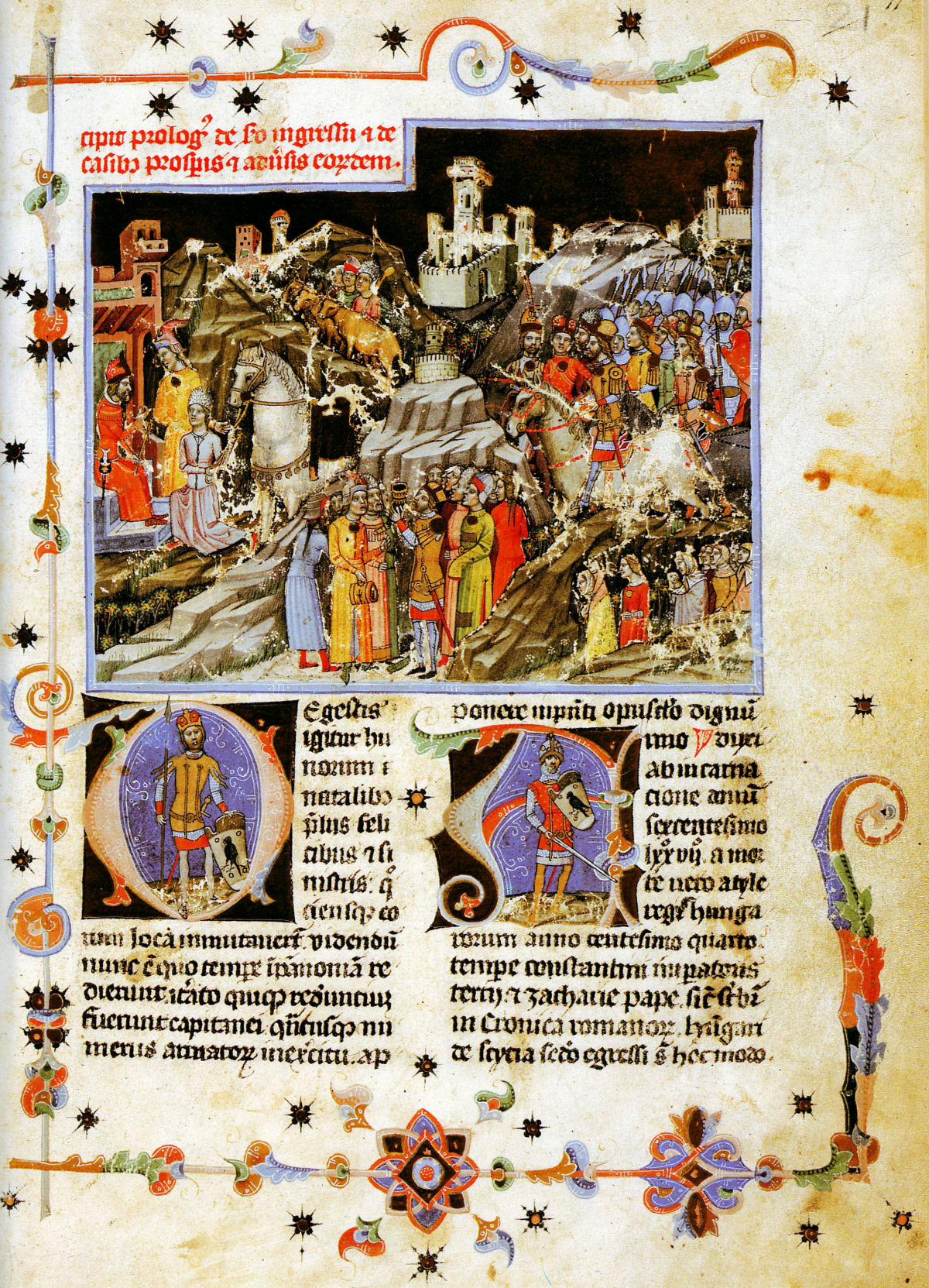
La Conquista húngara representada en la Chronicon Pictum

La ruta emprendida por los húngaros a través de los montes Cárpatos al inicio de la conquista de la Cuenca de los Cárpatos varía de una fuente a otra. Según la Gesta Hungarorum, los húngaros entraron desde el norte a las tierras bajas, evitando Transilvania, y sólo comenzaron a invadir las regiones al este del Tisa después de la conquista de las regiones occidentales. Esta fuente dice que el valaco Gelou de Transilvania murió luchando contra los Húngaros, mientras sus súbditos eligieron "para sí al Lord Tétény", uno de los líderes húngaros. El Anonimus relató la derrota de Menumorut la derrota, pero afirma que conservó el poder en Crişana hasta su muerte, al entregar a su hija en matrimonio a Zolta, heredero de Árpád, el jefe de los húngaros. Otro relato,el Chronicon Pictum describe a los húngaros huyendo a través de los pasos orientales de los Cárpatos hacia Transilvania donde «permanecieron tranquilamente» y «descansando sus rebaños» por un tiempo, antes de trasladarse más hacia el oeste. El llamado «grupo de Cluj» de pequeños cementerios de inhumación —tumbas orientadas según el eje oeste-este, que a menudo contienen restos de caballos— aparece a ambos lados de los montes Apuseni alrededor de 900. Su carácter militar evidencia que la gente que lo utilizó formaban una «doble línea defensiva», organizada contra los pechenegos. Los cementerios transilvanos del tipo "Cluj" se organizan alrededor de minas de sal.
Constantino VII Porfirogéneta identificó «todo el asentamiento» de Hungría con los cursos de los ríos Criş, Mureş, Timiş, Tisa y Toutis —posiblemente el Bega— hacia 950. La concentración de objetos de procedencia bizantina en la confluencia de los ríos Mureş y Tisa indica que este territorio fue un centro regional de poder. Del mismo modo, la capital de Gyula, un jefe húngaro bautizado en Constantinopla alrededor de 952, probablemente se ubicaba en esta zona. Por otro lado, las crónicas húgaras asocian la familia de Gyula con Transilvania. Topónimos del estrato nómina de la toponimia húngara —los correspondientes a nombres propios o nombres de tribus magiares, incluyendo Decea, Hotoan  e Ineu— también evidencian que los principales grupos húngaros se establecieron en Transilvania a mediados del siglo X. Un antiguo cementerio Bijelo Brdo de los siglos X y XI con hallazgos de toda la cuenca de los Cárpatos, fue encontrado en Deva.

### Patzinakia:tierra de los pechenegos (ca. 895-ca. 1120)

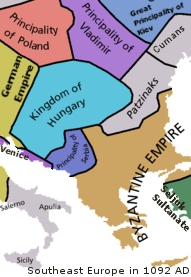
Patzinakia a finales del siglo XI

Los pechenegos, pueblo turcoparlante, conquistaron el este de los Cárpatos a los húngaros en torno a 895. Constantino VII escribió que dos "provincias" o "clanes" pechenegos ("Kato Gyla" y "Giazichopon") se ubicaban en Moldavia y Valaquia alrededor de 950. El cambio de dueños no tuvo ningún efecto importante sobre la cultura de las aldeas "Dridu" en la región. Los asentamientos en Moldavia y Valaquia, la mayoría de ellas construidas a orillas de ríos o lagos, siguieron sin fortificarse. Hallazgos puntuales de jaezes y otros objetos "nómadas" evidencia la presencia de los pechenegos entre las comunidades de "Dridu". bocados con boquillas rígidas y estribos redondeos —una novedad a comienzos del siglo X— han sido encontrados también en Moldavia y Valaquia. Los cementerios de la población nativa muestran que la inhumación había reemplazado a la cremación a finales del siglo X.
La saga de Eymund cuenta que los pechenegos (Tyrkir) junto con los Blökumen «y muchos otros pueblos perversos» estuvieron involucrados en las luchas internas en la Rus'de kiev en 1019. Una inscripción rúnica del siglo XI en una piedra de Gotland cuenta que un Varego fue asesinado «en un viaje al extranjero» por Blakumen. Tanto Blökumen como Blakumen pueden referirse a los valacos que vivían al este de los Cárpatos, aunque no se puede descartar su traducción como "hombres negros". Pinturas murales representando buques y dragones al estilo escandinavo se han encontrado en las cuevas de Basarabi en Murfatlar.
Grandes grupos de pechenegos presionados desde el oriente por los oguzes fueron acogidos en el Imperio bizantino en 1046 y 1047. No obstante, grupos de población pechenega permanecieron en las regiones al norte del Bajo Danubio. Algunos de ellos fueron admitidos en el reino de Hungría en las siguientes décadas, donde se instalaron en el sur de Transilvania y otras regiones.

### Renacimiento bizantino renacimiento y Segundo Imperio búlgaro (970s-ca. 1185)

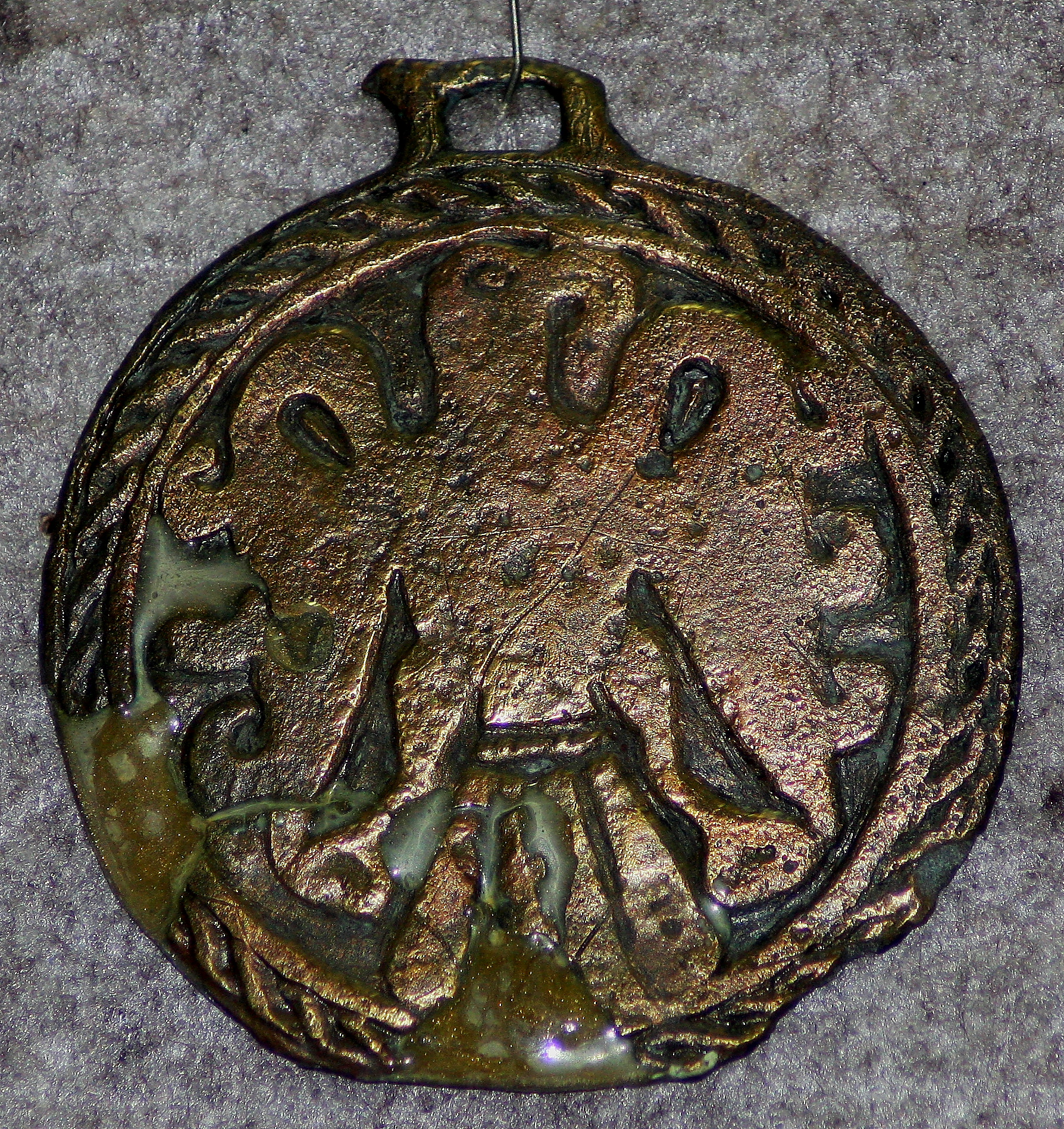
Un colgante descubierto en Păcuiul lui Soare, en la frontera bizantina.

En torno a 971, el emperador Juan I Tzimisces fundó el thema de Paristrion en los territorios ocupados entre los Balcanes y el Bajo Danubio. Se construyeron bases navales fluviales en Capidava, Noviodunum, y Păcuiul lui Soare. Los búlgaros y valacos que habitaban los territorios anexionados a menudo se mostraban hostiles hacia el imperio. Ana Comneno relata cómo los valacos actuaron como guías de los invasores cumanos en los montes Balcanes en 1094.. Sin embargo, otros valacos sirvieron en el ejército imperial, por ejemplo, durante una campaña contra el Reino de Hungría en 1166. Los nuevos tributos impuestos por las autoridades imperiales suscitó el levantamiento de valacos y búlgaros en 1185, que acabó con la creación del Segundo Imperio búlgaro. La eminencia de los valacos en el nuevo estado se reflejó en los escritos de Roberto de Clari y otros autores occidentales, que llaman al nuevo estado o a sus regiones montañosas «Vlachia» hasta los años 1250.

### Reino de Hungría (ca. 1000-1241)

El Reino de Hungría a finales del.

Esteban I, el primer rey coronado de Hungría, cuyo reinado comenzó en 1000 o 1001, unificó la cuenca de los Cárpatos. Alrededor de 1003, lanzó una campaña contra «su tío materno, el rey Gyula» y ocupó Transilvania. Después atacó a Ahtum, «que había sido bautizado en la fe ortodoxa en Vidin», y conquistó el Banato. Hartvik, el hagiógrafo de Esteban, escribió que el monarca «dividió su territorio en diez diócesisi», tres de las cuales se establecieron en el territorio de la actual Rumania con sedes en Alba Iulia, Biharea (trasladada a Oradea a finales del siglo XI), y Cenad.
La administración se organizó mediante condados con capitales en fortalezas reales. En la actual Rumania, aparecen referencias a un ispán o conde de Alba en 1097, y a un condado de Bihor en 1111 evidencia de la aplicación de este sistema. Los condados en el Banato y Crişana permanecieron bajo autoridad real directa, pero un gran oficial del reino, el voivoda, supervisaba los ispáns de Transilvania desde finales del siglo XII.
La expansión hacia el este de las aldeas "Bijelo Brdo" a lo largo del Mureş continuó en el siglo XI. Calderos y cabañas con chimeneas excavadas en el suelo caracterización las construcciones de la época. Sin embargo, la existencia de cabañas semienterradas con hornos de piedra de Sfântu Gheorghe, Şimoneşti y otros pueblos evidencian la supervivencia de la población local. Las tierras entre los Cárpatos y el Tisa fueron saqueadas por los pechenegos en los años 1010 y en 1068, por los Ouzes en 1085, y por los cumanos en 1091. Cluj, Dăbâca y otros fuertes reales construidos de tierra y madera se fortificaron después del ataque de 1068. En estas fortalezas se encuentran las conocidas como "cementerios de Citfalău", siguiendo las leyes reales de finales del siglo XI que obligaba a los plebeyos a establecer los cementerios alrededor de las iglesias.
La presencia de sículos en Tileagd en Crişana, y en Gârbova, Saschiz, y Sebeş en Transilvania es mencionada en diplomas reales. Grupos sículos de Gârbova, Saschiz y Sebeş fueron desplazados alrededor de 1150 hacia regiones más orientales de Transilvania, cuando los monarcas concedieron estos territorios a los nuevos colonos que llegaban de Europa Occidental. Los sículos se organizaron en "asientos" en lugar de los condados, y un oficial de la corona, el "conde de los sículos" se convirtió en jefe de la comunidad a partir de 1220. Los sículos proporcionaban servicios militares a los reyes y estaban exentos del pago de impuestos reales.

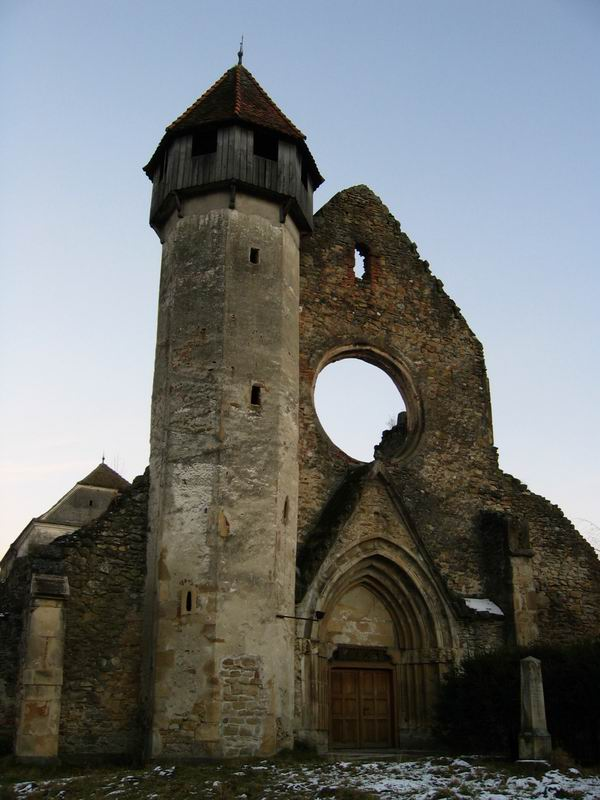
Ruinas del Monasterio de Cârţa

Un gran número de "colonos invitados" flamencos, alemanes, y valones llegaron a Transilvania alrededor de 1150. Cerámica fina elaborada con torno similar a otras halladas en Turingia encontradas en Şelimbăr nos informan sobre la avanzada tecnología que llevaron a sus nuevas tierras. Un informe de los ingresos reales de los años 1190 nos indica que casi una décima parte de todos los ingresos reales procedían de los impuestos pagados por estos colonos. En 1224, el Rey Andrés II concede privilegios colectivos a los habitantes de la región entre Orăștie y Baraolt. El Diploma Andreanum confirmó la costumbre de elegir libremente a sus sacerdotes y líderes locales; sólo el derecho de nombrar al jefe de la comunidad, el "Conde de Sibiu", siguió reservada a los monarcas. Los sajones de Transilvania—como se les conoció colectivamente desde comienzos del siglo XIII— recibieron también el derecho a «utilizar los bosques de los rumanos y los pechenegos» junto con estos pueblos.
La primera carta real que habla de los rumanos de Transilvania está relacionada con la fundación de la Abadía cisterciense de Cârța alrededor de 1202, a la que se concedió tierra hasta ese momento poseída por los rumanos. Otra carta real revela que hubo rumanos que lucharon en las tropas búlgaras junto con sajones, sículos y pechenegos, bajo la dirección del conde de Sibiu en 1210. Los ortodoxos rumanos estuvieron exentos del pago de diezmo al que estaban sujetos todos los campesinos católicos. Aún más, sólo pagaban un impuesto especial, el, el "quincuagésimo" sobre sus rebaños.
La colonización continuó con la llegada de los Caballeros Teutónicos a Ţara Bârsei en 1211. Recibieron el derecho a cruzar libremente por «la tierra de los sículos y la tierra de los valacos» en 1222. Los caballeros trataron de liberarse de la autoridad del monarca, lo que provocó que Andrés II les expulsara de la región en 1225. A partir de entonces, el rey concedió a su heredero, Béla, el título de duque, para la administración de Transilvania. El duque Béla ocupó Oltenia y estableció la nueva provincia del Banato de Severin, en los años 1230.

### Cumania:tierra de los cumanos (ca. 1060-1241)

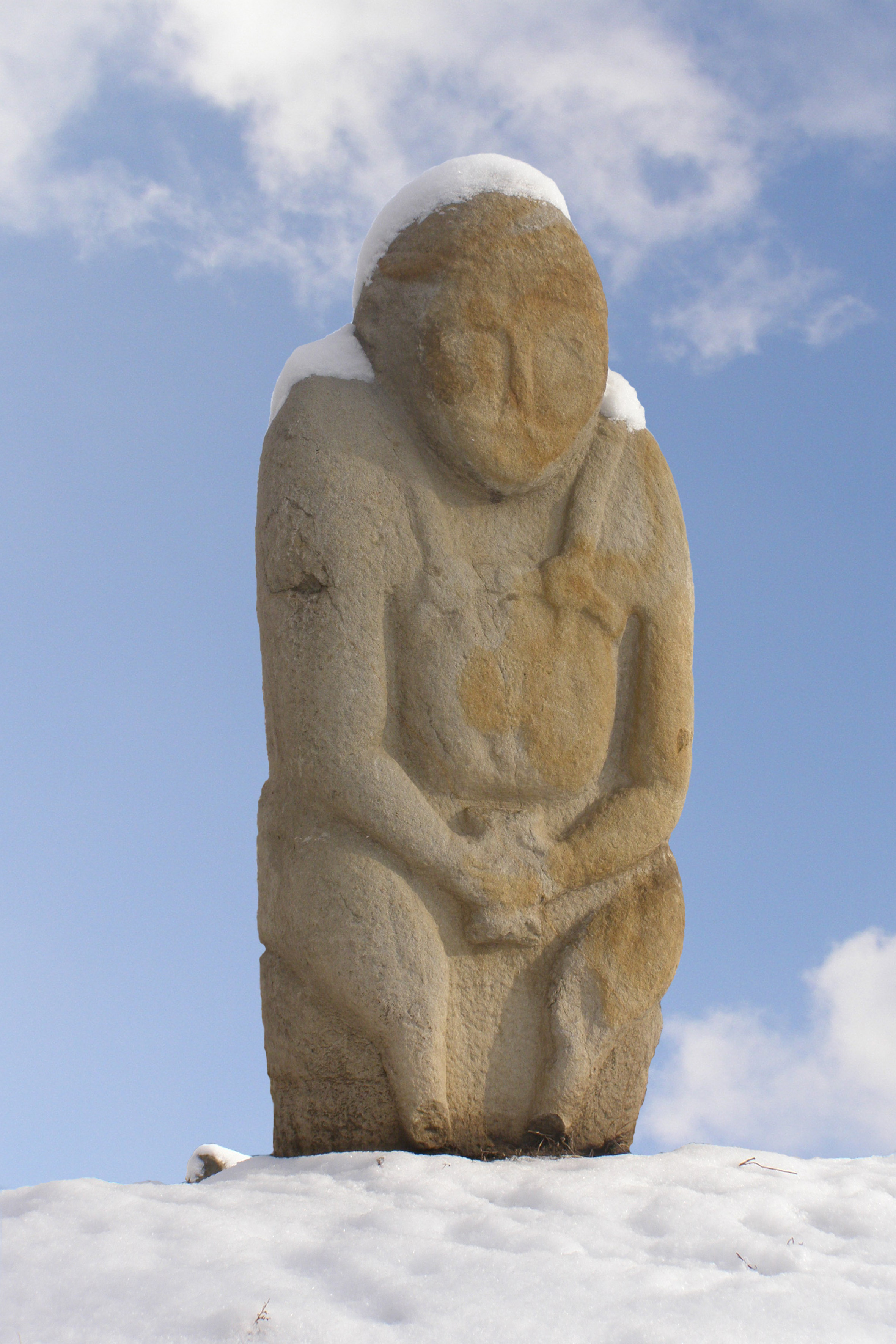
Estatua cumana de piedra del siglo XI en Luhansk, Ucrania

La llegada de los cumanos al Bajo Danubio fue registrada por primera vez en 1055. Una versión del siglo XVII de la crónica turca Oğuzname[./Rumania_en_la_Alta_Edad_Media#cite_note-FOOTNOTESpinei2009257-360 [Sp. 26]] relata que Quipchaq, el antiguo héroe cumano, luchó contra los ulak (rumanos), junto con otras naciones. Grupos cumanos apoyaron a los rebeldes búlgaros y valacos contra los bizantinos entre 1186 y 1197.
Los pueblos «dridu» de las tierras bajas al este de los Cárpatos fueron abandonados entre 1050 y 1080, más o menos en la misma época en que aparecieron nuevos asentamientos en terrenos más elevados a ambas orillas del río Prut. Una fuerte caída en el número de yacimientos arqueológicos (de 300 a 35) —asentamientos, cementerios y de tesorillos numismáticos— indica una reducción de la población que continuaría hasta el siglo XIII. Tropas bizantinas que se dirigían a Transilvania a través de la zona oriental de los Cárpatos encontraron «una tierra completamente despoblada de hombres» en 1166.
Una coalición de príncipes de Rus y tribus cumanas fue completamente derrotada por los mongoles en la batalla del Río Kalka en 1223. Poco después, Boricius, un jefe cumano, aceptó el bautismo y se sometió a la autoridad del rey de Hungría. La diócesis de Cumania fue establecida en 1228. Una carta de 1234 escrita por el papa Gregorio IX se refiere a un «cierto pueblo dentro del obispado cumano llamado Walati» (valacos) que incluso persuadió a los católicos húngaros y alemanes para que aceptasen la autoridad eclesiástica de prelados ortodoxos».

### Invasión de los mongoles (1241-1242)

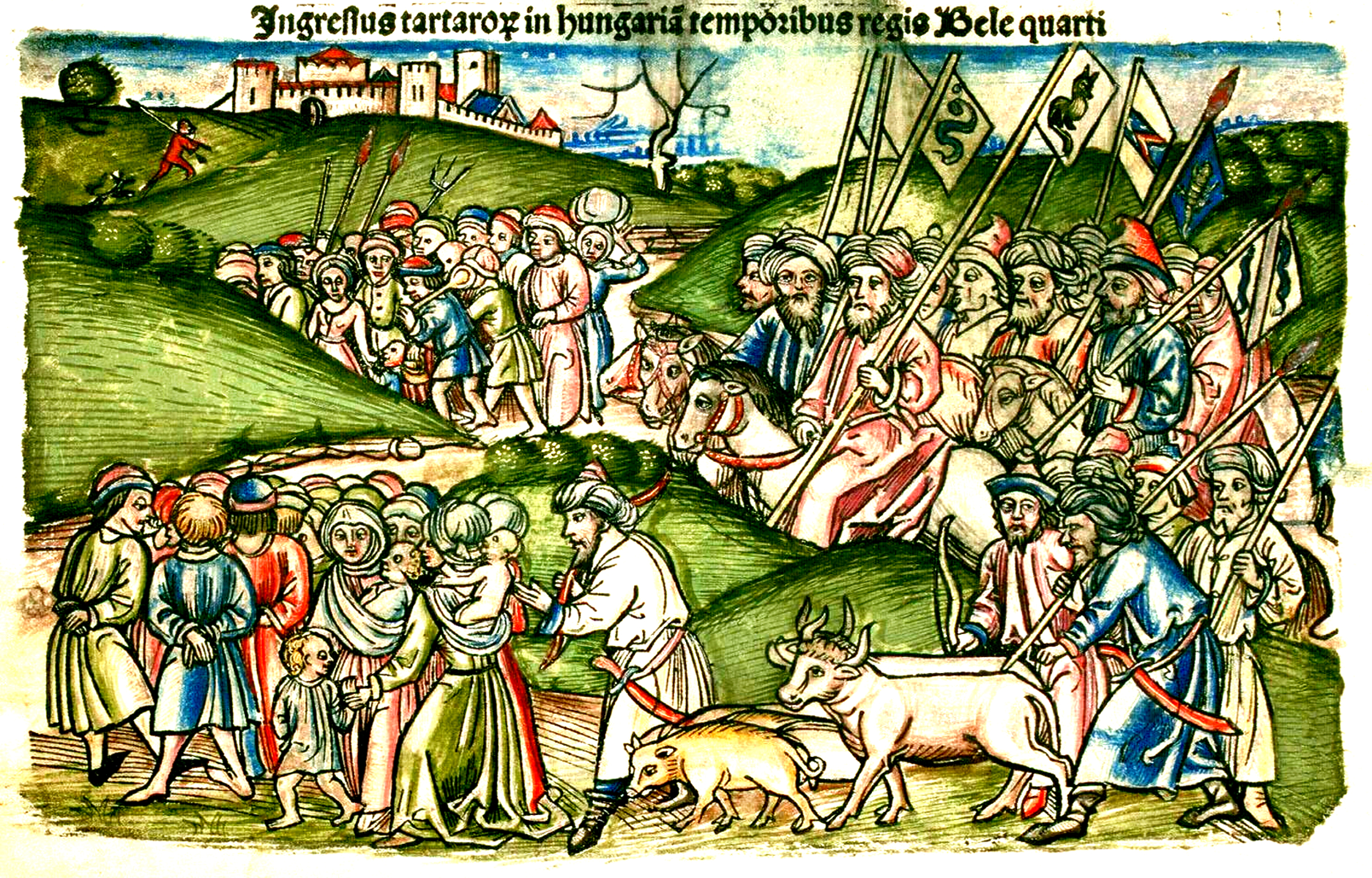
La invasión de los mongoles del reino de Hungría representada en la Chronica Hungarorum por Johannes de Thurocz

Los mongoles, que habían decidido invadir Europa en 1235, atacaron a los cumanos en 1238. Masas de cumanos buscaron refugio en Bulgaria y Hungría. Los mongoles cruzaron los Cárpatos en marzo de 1241, y poco después destruyeron «la rica villa de los alemanes» (Rodna), y tomaron Bistrița, Cluj, y Oradea. Otro ejército mongol «avanzó por la vía de los Qara-Ulagh» («valacos negros»), y derrotó a su jefe, llamado Mishlav. Los mongoles penetraron además en Transilvania y saquearon Alba Iulia, Sibiu, las abadías de Cârța y Igriș y Cenad.
La invasión mongola se prolongó durante un año, causando devastación en gran parte del territorio del reino antes de su inesperada retirada en 1242. Mateo de París y otros intelectuales de la época consideraron la invasión de los mongoles como «una señal del apocalipsis». Poblaciones enteras fueron destruidas y muchas nunca se reconstruyeron. Según una carta real de 1246, Alba Iulia, Harina, Gilău, Mărişelu, Tășnad y Zalău fueron casi totalmente despobladas. Otra carta de 1252 evidencia que Zec, un pueblo en el Olt, estaba totalmente desierto.

## Consecuencias

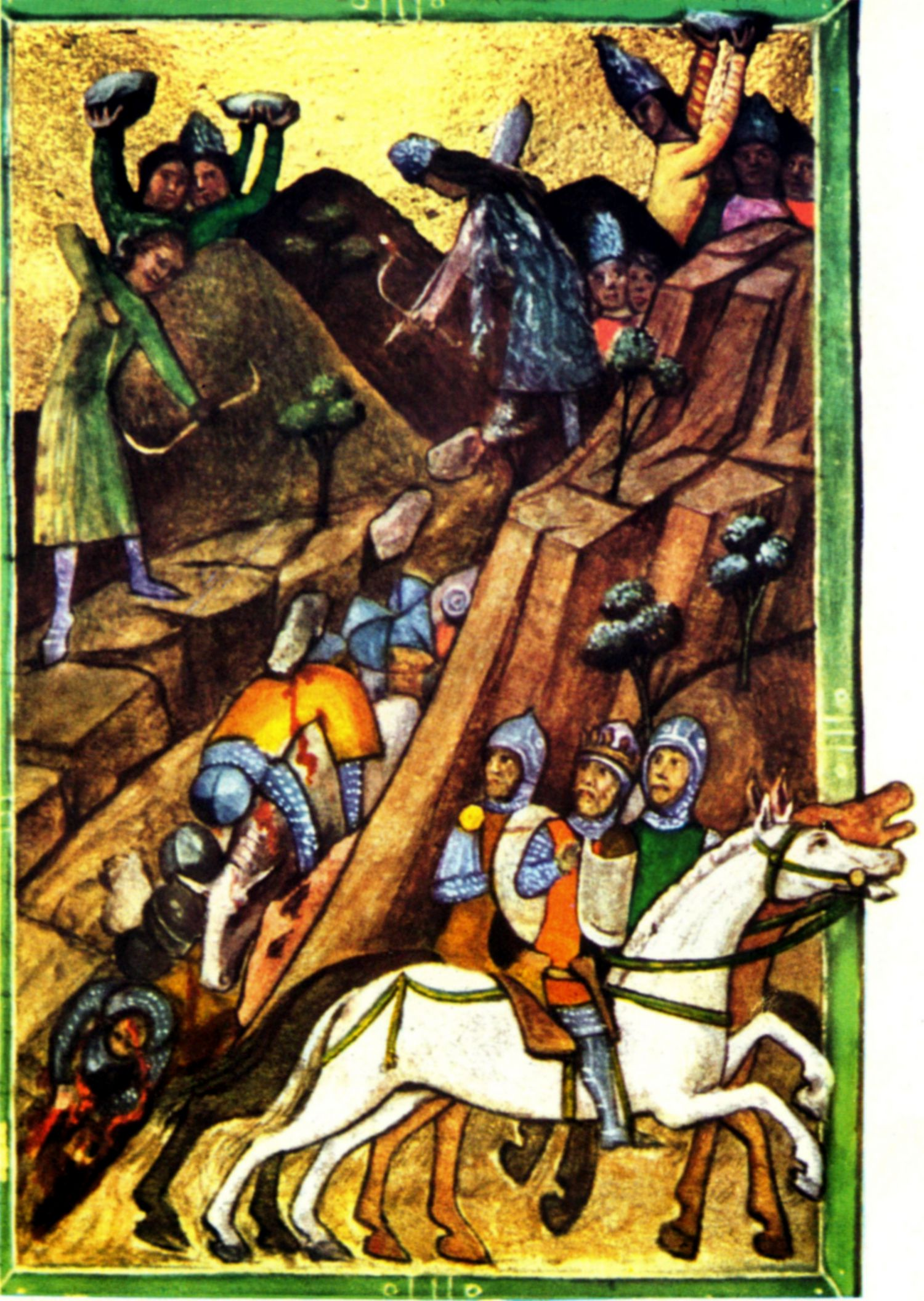
El ejército de Carlos Roberto de Anjou emboscado por el ejército de Basarab en Posada en 1330 (Chronicon Pictum)

Tras la retirada de los mongoles, dio comienzo un nuevo período de colonización intensiva en el Banato, Transilvania y otras regiones pertenecientes al reino de Hungría. Béla IV consideró también la posibilidad de asentar a los Caballeros Hospitalarios en las tierras entre los Cárpatos y el Bajo Danubio. Su carta de 1247 para los Caballeros evidencia la existencia de cuatro estados rumanos en la región. Estas entidades estaban controladas por los vaivodas Litovoi y Seneslau, y los knezes Farcaş e Ioan.
Los conflictos internos caracterizaron las últimas décadas del siglo XIII en el reino de Hungría. Por ejemplo, la rivalidad entre el rey Béla y su hijo, Esteban originó una guerra civil que duró desde 1261 a 1266. Aprovechando esta situación de anarquía, el vaivoda Litovoi intentó librarse del sometimiento a la autoridad de los monarcas húngaros en los años 1270, pero murió en batalla contra las tropas reales. Uno de sus sucesores, Basarab I de Valaquia, fue el primer monarca rumano cuya soberanía fue reconocida internacionalmente tras derrotar a Carlos I de Hungría en la batalla de Posada de 1330.

## Lectura complementaria
- Brezeanu, Stelian (2001). History and Imperial Propaganda in Rome during the 4th Century a. Chr, A Case Study: the Abandonment of Dacia. In: Annuario 3; Istituto Romano di cultura e ricerca umanistica.
- Pop, Ioan Aurel (1999). Romanians and Romania: A Brief History. Columbia University Press. ISBN 0-88033-440-1.
- (fr) Durandin, Catherine (1995). Historie des Roumains [=History of the Romanians]. Librairie Artheme Fayard. ISBN 978-2-213-59425-5.
- (ro) Madgearu, Alexandru (2008). Istoria Militară a Daciei Post Romane, 275–376 [=Military History of Post-Roman Dacia, 275–376]. Editura Cetatea de Scaun. ISBN 978-973-8966-70-3.

- Datos: Q7362495